# Juan de Escalante Turcios y Mendoza
Juan de Escalante Turcios y Mendoza (1608 - 31 de maio de 1681) foi um prelado católico romano que serviu como arcebispo (título pessoal) de Iucatão (1679–1681) e arcebispo de São Domingos (1672–1679).

## Biografia
Juan de Escalante Turcios y Mendoza nasceu na Andaluzia, em Espanha, em 1608. No dia 23 de outubro de 1672 foi escolhido pelo Rei da Espanha e confirmado pelo Papa Clemente X como Arcebispo de São Domingos. Em 1673, foi consagrado bispo por Luís de Cifuentes y Sotomayor, bispo de Iucatão. A 29 de dezembro de 1679, foi escolhido pelo Rei da Espanha e confirmado pelo Papa Inocêncio XI como Arcebispo (Título Pessoal) de Iucatão. Serviu como Bispo de Iucatão até à sua morte a 31 de maio de 1681.